# Born to Die (песня)
«Born to Die» (МФА: [bɔːn tuː daɪ]; в переводе с англ. — «Рождённые умереть») — песня американской певицы Ланы Дель Рей, выпущенная 30 декабря 2011 года на лейблах Interscope и Polydor в качестве второго сингла с одноимённого альбома. Песня была написана в 2011 году самой певицей и Джастином Паркером, а продюсерами стали Эмиль Хейни и Robopop. Трек получил положительные отзывы, но многие музыкальные критики называют его «домом с привидениями» и говорят о том, что он напоминает другие работы Дель Рей. Критики также считают, что текст песни имеет апокалиптические фрагменты и схож с творчеством Джона Барри.
В Великобритании, песня достигла девятой позиции хит-парада UK Singles Chart. В Австралии было продано более 35 тысяч копий сингла и в феврале 2012 года он получил золотую сертификацию Australian Recording Industry Association (ARIA). Трек также получил золотой диск в соответствиями с сертификацией песен Federazione Industria Musicale Italiana (FIMI) и было продано более 15 тысяч копий.
В поддержку сингла, Дель Рей выпустила мини-альбом, содержащий ремиксы на песню. Также, Дель Рей представила сингл в Западном Голливуде. Музыкальное видео на песню снял французский клипмейкер Йоанн Лемуан, который изобразил историю нестабильных отношений между главной героиней и её партнером. Видео закончилось автокатастрофой, где погибла главная героиня, роль которой исполнила сама Дель Рей. Критический прием клипа был положителен и на церемонии UK Music Video Awards он завоевал награду «за Лучшее Поп видео».

## Предыстория и создание
Лана Дель Рей и Джастин Паркер написали слова и музыку для «Born to Die», продюсированием занялся Эмиль Хейни. Лирическую составляющую часть песни критики назвали «мягко апокалиптической». Часть клипа, где Лана восседает на троне с двумя тиграми по бокам была снята во французском дворце Фонтенбло.

## Издания
| - Виниловая пластинка 1. «Born to Die» 2. «Born to Die» (Woodkid & the Shoes Remix) - CD сингл 1. «Born to Die (Album Version)» — 4:46 2. «Video Games (Rainer Weichhold & Nick Olivetti Radio Edit)» — 3:50 - Британский промо CD 1. «Born to Die» (single mix) — 4:09 2. «Born to Die» (album version) — 4:47 3. «Born to Die» (instrumental) — 4:48 | - The Remix EP 1. «Born to Die (Album Version)» — 4:49 2. «Born to Die (PDP / 13 Remix)» — 6:24 3. «Born to Die (Woodkid & The Shoes Remix)» — 4:03 4. «Born to Die (Parrade Remix)» — 5:47 5. «Born to Die (Chad Valley Remix)» — 3:46 6. «Video Games (Rainer Weichhold & Nick Olivetti Remix)» — 7:43 - Промо CD Single 1. «Born to Die (Damon Albarn Remix)» 2. «Blue Jeans (Penguin Prison Remix)» - Промо CD Single 2 1. «Born to Die (PDP/13 Remix)» 2. «Blue Jeans (Penguin Prison Remix)» |

## Чарты и сертификация
| Чарт (2012)                              | Лучшая позиция |
| ---------------------------------------- | -------------- |
| Австралия (ARIA)                         | 34             |
| Австрия (Ö3 Austria Top 40)              | 10             |
| Icelandic Singles Chart (Tonlist)        | 6              |
| Бельгия/Фландрия (Ultratop 50)           | 14             |
| Бельгия/Валлония (Ultratop 50)           | 10             |
| Чехия (Rádio — Top 100)                  | 45             |
| Дания (Tracklisten)                      | 7              |
| Финляндия (Suomen virallinen lista)      | 13             |
| Франция (SNEP)                           | 13             |
| Германия (GfK)                           | 29             |
| Ирландия (IRMA)                          | 12             |
| Israel (Media Forest)                    | 8              |
| Italy (FIMI)                             | 15             |
| Нидерланды (Single Top 100)              | 89             |
| Portugal (Billboard Portugal)            | 9              |
| Шотландия (OCC Scotland)                 | 10             |
| Словакия (Rádio — Top 100)               | 53             |
| South Korea International Singles (Gaon) | 98             |
| Испания (PROMUSICAE)                     | 41             |
| Швеция (Sverigetopplistan)               | 59             |
| Швейцария (Schweizer Hitparade)          | 13             |
| Великобритания (OCC UK Singles)          | 9              |
| US Rock Digital Singles (Billboard)      | 31             |

| Чарт (2012)                          | Позиция |
| ------------------------------------ | ------- |
| France (SNEP)                        | 97      |
| Poland (ZPAV)                        | 20      |
| UK Singles (Official Charts Company) | 95      |

| Регион | Сертификация | Продажи |
| --- | ------------ | ------- |
| Австралия (ARIA) | Золотой      | 35 000^ |
| Канада (Music Canada) | Золотой      | 40 000^ |
| Дания (IFPI Danmark) | Золотой      | 15 000^ |
| Германия (BVMI) | Золотой      | 150 000 |
| Италия (FIMI) | Платиновый   | 30 000* |
| Великобритания (BPI) | Платиновый   | 600 000 |
| * Данные о продажах приведены только на основе сертификации. ^ Данные о тиражах приведены только на основе сертификации. |              |         |

## Хронология релизов
| Страна         | Дата            | Формат                                         |
| -------------- | --------------- | ---------------------------------------------- |
| Сингапур       | 30 декабря 2011 | Digital download                               |
| Люксембург     | 2 января 2012   | Digital download                               |
| Финляндия      | 2 января 2012   | Digital download                               |
| Франция        | 2 января 2012   | Digital download                               |
| Норвегия       | 2 января 2012   | Digital download                               |
| Португалия     | 2 января 2012   | Digital download                               |
| Австралия      | 3 января 2012   | Digital download                               |
| Новая Зеландия | 3 января 2012   | Digital download                               |
| Испания        | 10 января 2012  | Digital download                               |
| Италия         | 17 января 2012  | Digital download                               |
| Германия       | 20 января 2012  | 7» Vinyl                                       |
| Ирландия       | 20 января 2012  | Digital download                               |
| США            | 22 января 2012  | Digital download                               |
| США            | 23 января 2012  | 7" Vinyl                                       |
| Швейцария      | 23 января 2012  | Digital Download                               |
| Швеция         | 30 января 2012  | Digital Download                               |
| Германия       | 21 марта 2012   | 12" Vinyl (Remixes EP)                         |
| Австрия        | 23 марта 2012   | Digital Download (Remixes EP)                  |
| Германия       | 23 марта 2012   | CD (Single), CD (Remixes EP), digital download |